# Печера Палласа
Печера Палласа — карстова печера, розкрита порожнина на схилі гори Тарпанбаїр, на гірському масиві Ай-Петрі в Криму. Пишно прикрашена патьоками.

## Основні характеристики
Вертикального типу: Категорія труднощі — 1
Протяжність — 45 м: Глибина — 22
Площа — 170 м2
Названо на честь академіка-натураліста Петера-Сімона Палласа (1741—1811), — видатного дослідника природи Криму, автора «Краткого физического и топографического описания Таврической области» (1795). Заснував дендрологічний парк «Салгирка» у Сімферополі.
Назву печері Палласа присвоєно Севастопольськими спелеологами в 1966 р. у зв'язку з 225-річчям з дня народження цього вченого.